# 1539
1539 (MDXXXIX) a fost un an comun al calendarului iulian, care a început într-o zi de miercuri.

## Nașteri
- 12 aprilie: Inca Garcilaso de la Vega, scriitor peruvian de origine spaniolă și incașă (d. 1616)
- 30 aprilie: Arhiducesa Barbara de Austria, fiica împăratului Ferdinand I (d. 1572)
- 6 iunie: Catarina Vasa, Contesă consort a Frisia de Est (d. 1610)

## Decese
- 22 septembrie: Guru Nanak Dev  (n. 1469)
- 1 mai: Isabela de Portugalia  (n. 1503)
- 13 februarie: Isabella d'Este  (n. 1474)
- 23 iulie: Aias Mehmed Pașa  (n. 1483)
- 17 aprilie: Georg cel Bărbos  (n. 1471)
- dată necunoscută: Pierre Gringore scriitor francez (n. 1475)
- ianuarie: Toader Bubuiog  (n. ?)